# Estatuilla de Tanagra

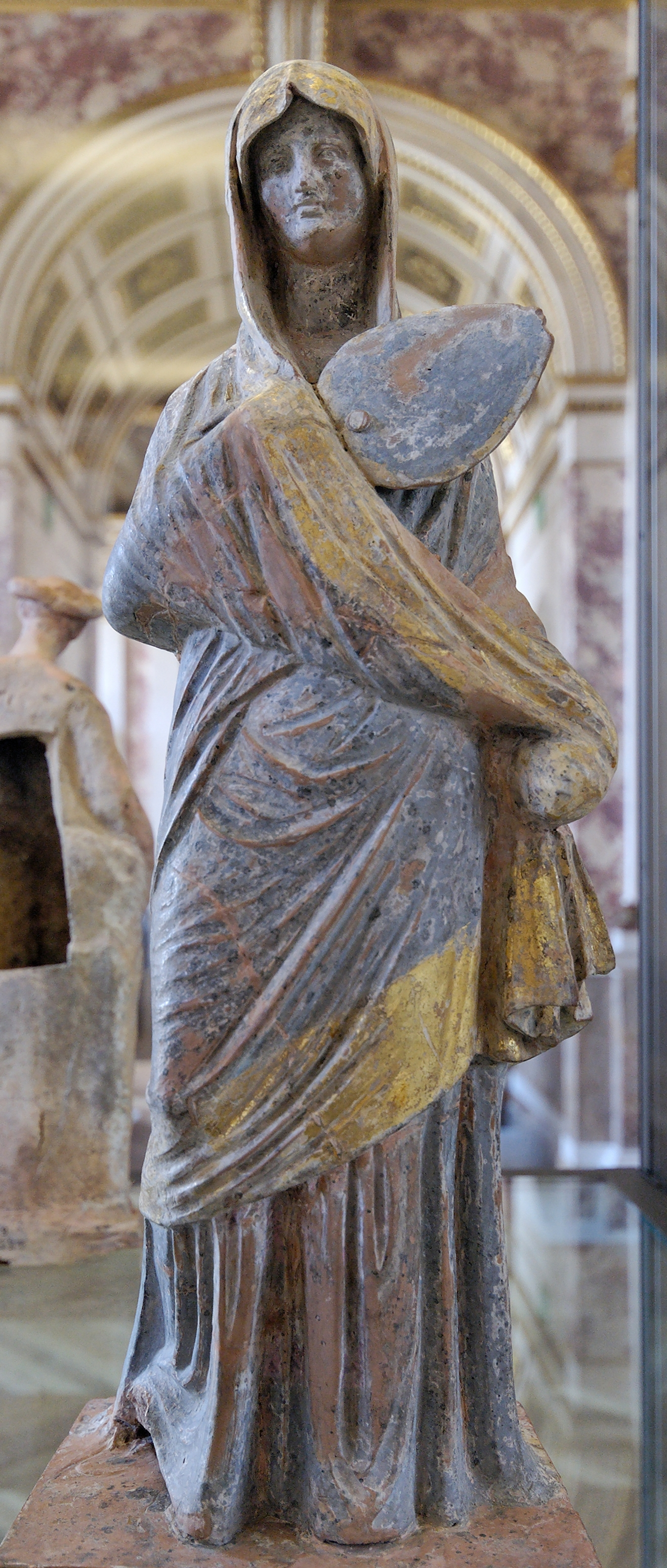
"Señora en azul", estatuilla de terracota dorada y moldeada, Louvre, París.

Las estatuillas de Tanagra fueron un tipo de moldes de fundición de figuras de terracota griegas producidos a partir de finales del siglo IV a. C., principalmente en la ciudad de Tanagra en la región de Beocia, que ha dado su nombre a toda la clase. Eran recubiertas con una capa de engobe blanco antes de la cocción y, a menudo, se pintaban luego con tintes naturales aguados, un ejemplo es la famosa "Dama en azul"  que se encuentra actualmente en el Louvre. Fueron ampliamente exportadas alrededor del mundo griego antiguo, aunque estas figuras se hicieron en muchos otros sitios del Mediterráneo, como Alejandría, Tarento en la Magna Graecia, Centuripe en Sicilia y Mirina en Misia. 
Aunque no son retratos, las figuras de Tanagra representan mujeres reales, y algunos hombres y niños, en trajes cotidianos, con accesorios familiares como sombreros, coronas o abanicos.  Existen algunas figuras de personajes que puede que representen a figuras de la Comedia Nueva de Menandro y otros escritores. Otras figuras continuaron una tradición anterior de figuras de terracota moldeada que eran utilizadas como imágenes de culto u objetos votivos. Típicamente tienen  una altura que varía entre los 10 a 20 centímetros. 
Algunas estatuillas de Tanagra tenían un propósito religioso, pero la mayoría parecen haber sido usadas solamente como decoración, al igual que sus equivalentes modernas a partir del siglo XVIII en adelante. Dadas las costumbres de entierro griegas, fueron colocadas como ajuar funerario en las tumbas de sus dueños, muy probablemente sin ningún sentido de que servirían al difunto en el más allá, como es común en el arte funerario del antiguo Egipto o China. No parecen haber sido hechas especialmente para el entierro.  
Los coraplastos, o escultores de los modelos que proporcionaron los moldes, se deleitaban en revelar el cuerpo bajo el movimiento de los pliegues del himatión puesto alrededor de los hombros como una capa, cubriendo la cabeza y con el himatión puesto sobre un quitón. Los accesorios de las figuras, abanicos, sombreros, instrumentos musicales, etc, se moldeaban aparte y luego se pegaban antes de la cocción.

## Descubrimiento y excavación

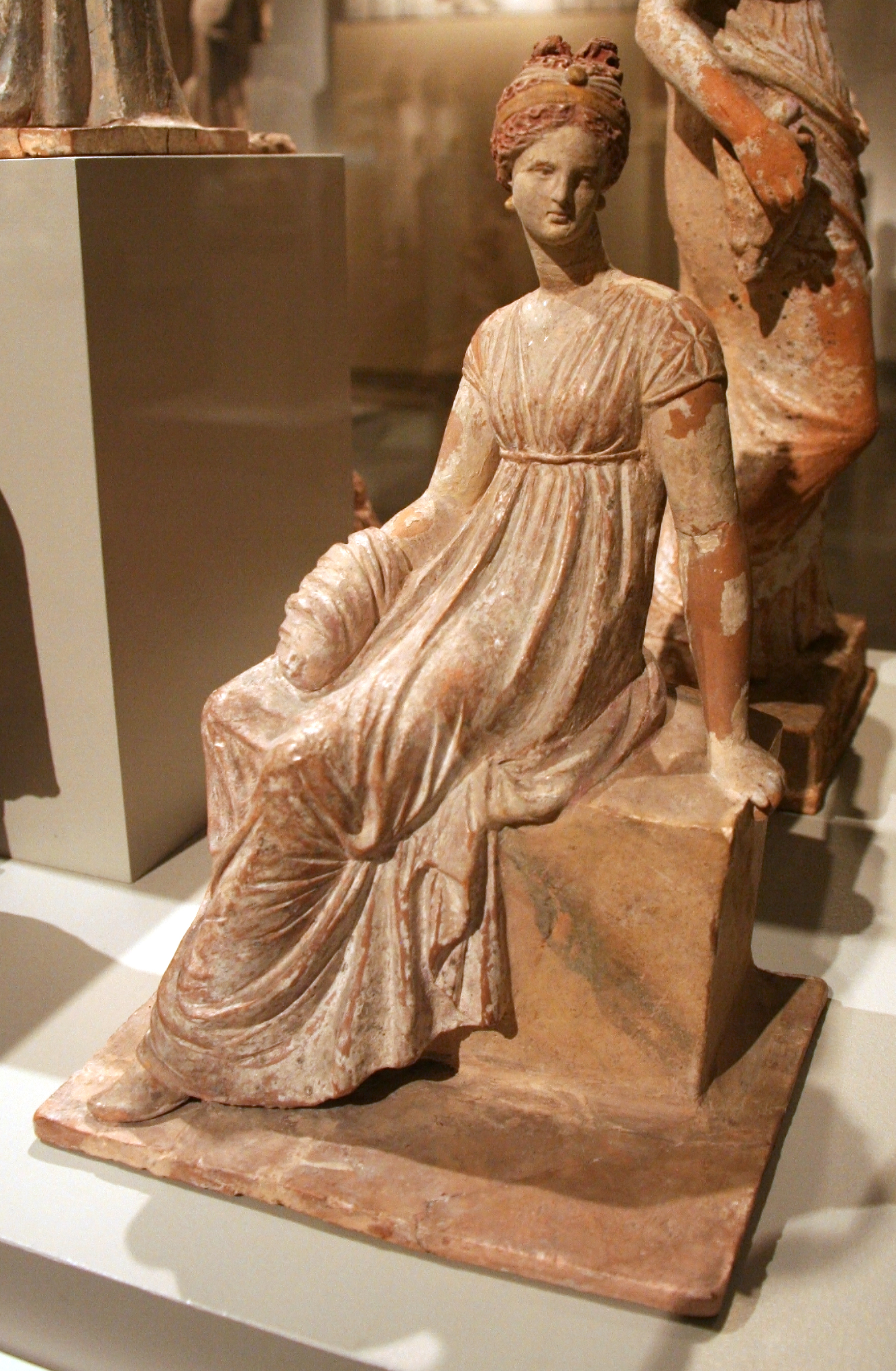
Estatuilla de Tanagra representando a mujer sentada.

Tanagra era una ciudad sin importancia en la antigüedad. Llamó la atención de historiadores y arqueólogos a principios del siglo XIX después de que estallara la guerra entre los turcos y sus aliados, los británicos y los franceses, tras la posibilidad de una invasión francesa. Las figuras de Tanagra no habían tenido mucha importancia antes de finales de la década de 1860, cuando se comenzaron a descubrir en Beocia, Grecia, tumbas que databan de distintos siglos. Los hallazgos principales, especialmente de los siglos IV y III a. C., salieron a la luz en 1874. Dentro y fuera de las tumbas del período helenístico, del III al I a. C., se encontraron muchas pequeñas figuras de terracota. Las grandes cantidades encontradas en los sitios de excavación en Tanagra identificaron a la ciudad como la fuente de tantas figuras, que también se exportaban a mercados distantes. 
Las figuras se identificaron con los ideales de realismo elegante de la clase media del siglo XIX, y las "figuras de Tanagra" fueron conocidas por los europeos. Jean-Léon Gérôme creó una escultura policromada que representa el espíritu de Tanagra, y un crítico francés describió a las mujeres retratadas en las estatuillas como "la parisina del mundo antiguo". Oscar Wilde, en su novela El retrato de Dorian Gray (1891), hace que Dorian compare a su amor, Sybil, con "la delicada gracia de la figura de Tanagra que tienes en tu estudio, Basil". Más tarde, en su obra Un marido ideal (1895), Wilde presenta el personaje de Mabel Chilternen en su comienzo, declarando (entre una descripción más detallada), "es realmente como una estatuilla de Tanagra, y se sentiría bastante molesta si se lo dijera". También, del mismo año es El crimen de Lord Arthur Saville donde el narrador comenta que  Sybil, prometida de Saville, tiene aspecto de figurilla de Tanagra. 
Debido a la alta demanda de los coleccionistas occidentales, las terracotas de Tanagra comenzaron a falsificarse a fines del siglo XIX.

## Estatuillas

### Propósito
Las figuras que estaban enterradas en las tumbas llevaron a la teoría de que las figuras pequeñas representaban las posesiones de la persona. Los historiadores creyeron que traerían consuelo a los muertos, enviándolos al próximo mundo en paz mientras se llevaban algo de sus vidas anteriores con ellos. Se especula que aunque era habitual colocar las figurillas en las tumbas, no era esencial, como lo habría sido un jarrón.

### Material

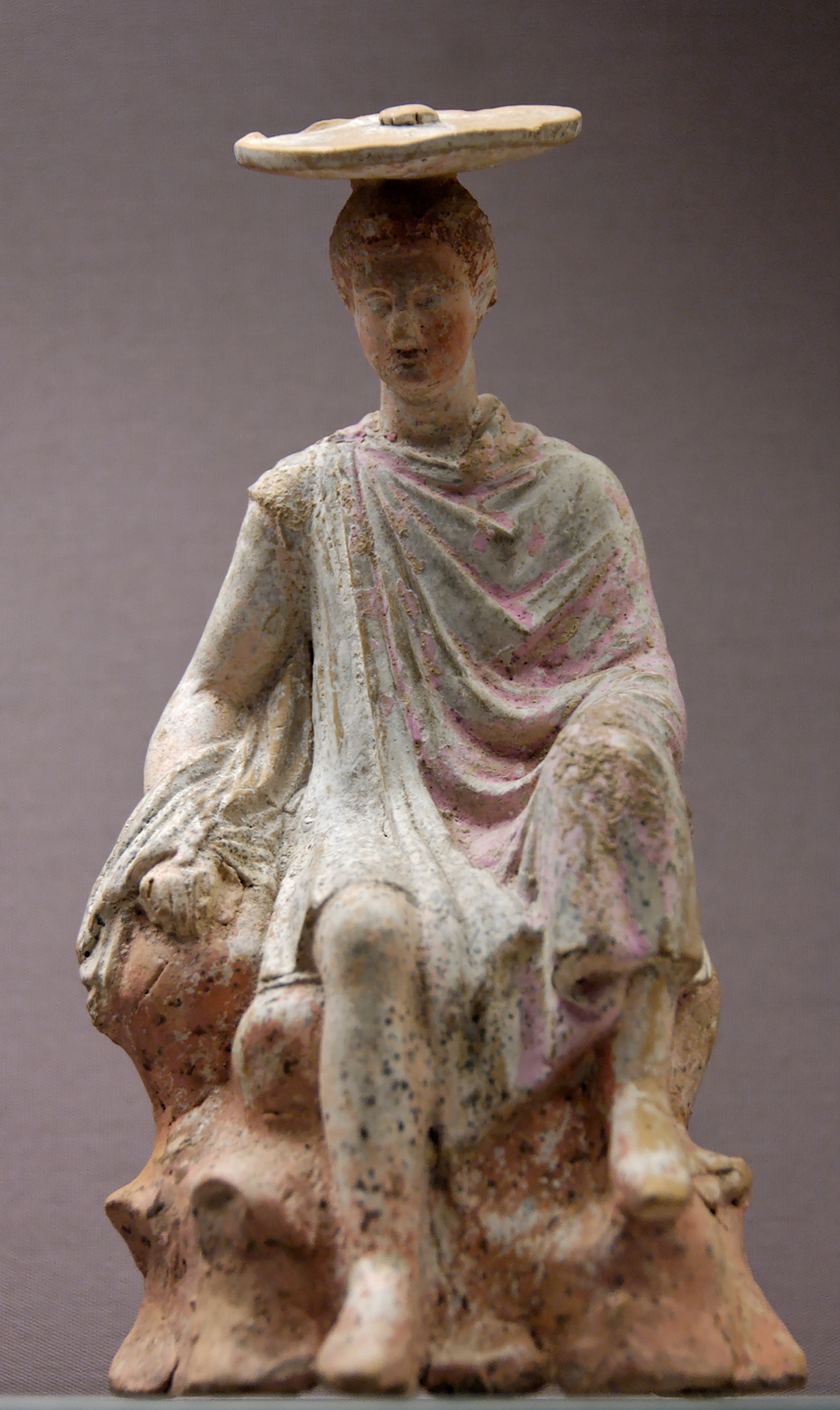
(Figura de Tanagra) Un joven sentado en una piedra. Museo Británico, 1874.

Estas figuras representaban momentos de la vida cotidiana, como una mujer cuidando a sus hijos o un niño jugando, así como hombres y niños pequeños sentados y mujeres jugando con otras mujeres o solas.
- Mujeres y niñas sentadas
- Mujeres apoyadas contra una columna

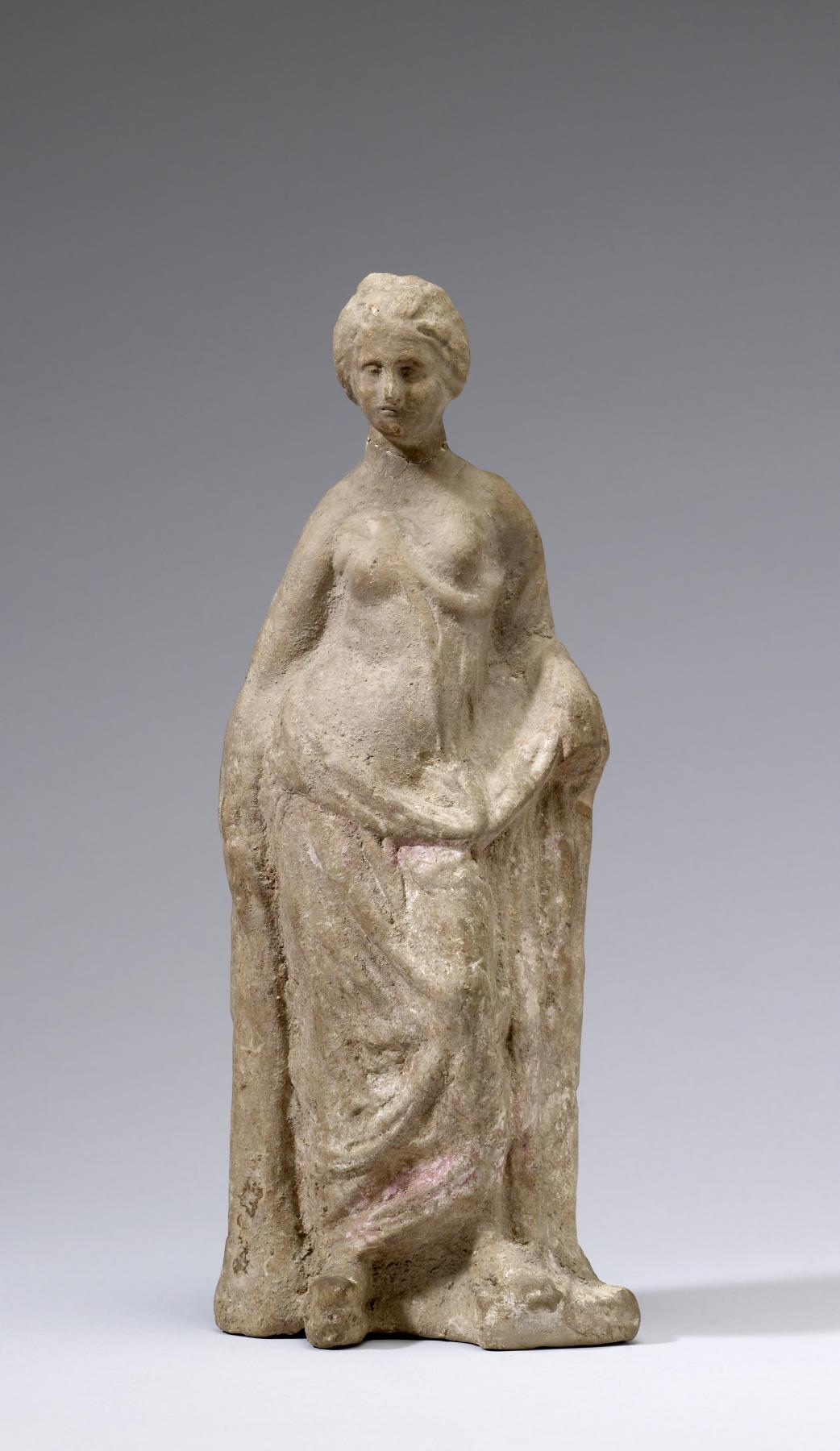
Esta figura de terracota de una mujer muestra algunos elementos temáticos que son comunes a estas estatuillas. Museo de Arte Walters, Baltimore.

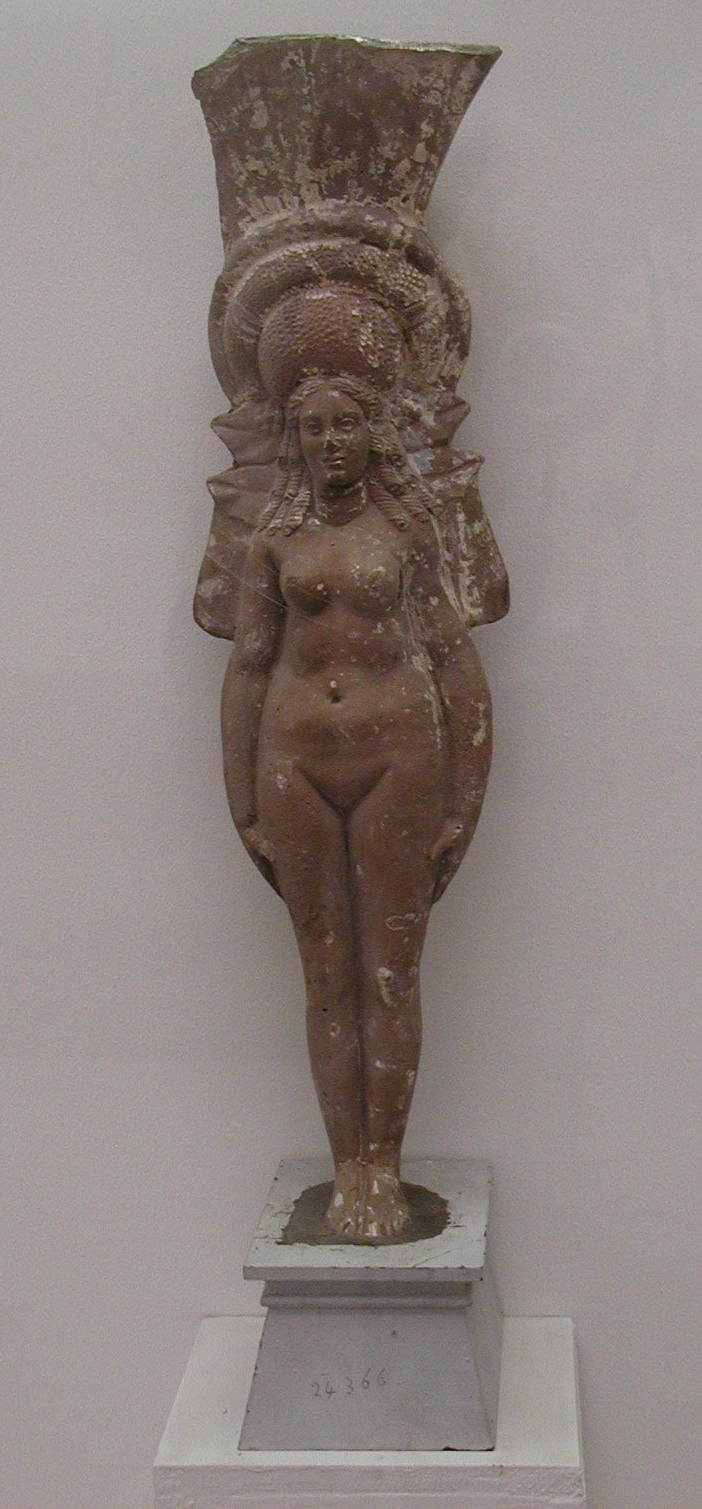
Desnudo de terracota moldeada de una diosa, Alejandría (Museo Grecorromano, Alejandría).

- Mujer agachada
- Paseo a cuestas
- Hombres y jóvenes
- Eros
- Afrodita
- Grotescos

## Campañas de excavación

### Excavaciones iniciales
En 1806, William Martin Leake visitó la ciudad de Tanagra y describió detalladamente las ruinas que había visto en Viajes al norte de Grecia. El erudito de Cambridge Christopher Wordsworth visitó la ciudad en 1832, y en 1837, HM Ulrichs, un erudito alemán, visitaron el lugar. Durante 1852, el Estado Mayor francés publicó el mapa inicial que revelaba la ubicación de las primeras seis tumbas encontradas en las ruinas.

### Robos importantes
En 1870 se produjo una oleada de importantes robos en las ruinas de la ciudad de Tanagra. Esto causó que muchas de las tumbas se arruinaran debido a la negligencia de los ladrones al excavar las tumbas para robar las figuras de Tanagra. Muchas de las tumbas tenían jarrones colocados sobre ellas, pero la mayoría terminaron rotos. Durante 1873, se habían confiscado varios permisos ilegales de personas en aldeas cercanas, lo que les habría permitido excavar las tumbas. Esto llevó a la Sociedad Arqueológica de Atenas a proteger el sitio y comenzar la excavación antes de que cualquier otra cosa pudiera ser robada o destruida.

### Excavación de 1874-1879
La Sociedad Arqueológica de Atenas envió a Panayotis Stamatakis, un alto funcionario, a excavar las tumbas que habían quedado intactas.  Antes de comenzar, confiscó antigüedades a personas en pueblos cercanos. Los robos de tumbas habían llevado a los historiadores a excavar la ciudad para aprender más sobre su cultura e historia, y también para descubrir por qué las figurillas se encontraban principalmente en las tumbas, y lo que podrían haber representado para los difuntos. Las excavaciones se podrían activar y desactivar debido a la posibilidad de dañar cualquier pieza de arte que pudiera quedar en los sitios intactos. Se descubrió que la mayoría de las estatuillas de Tanagra estaban enterradas con los muertos. En las excavaciones se encontró una gran cantidad de figurillas entre las ruinas, pero no se dieron a conocer detalles del número exacto de figurillas. Muchas faltaban o habían sido regaladas. Mientras Stamatakis y los demás enviados de la Sociedad Arqueológica de Atenas cavaban durante el día, los lugareños que vivían cerca de las ruinas cavaban durante la noche debido a la falta de guardias.